# Alfred Dobbert

Alfred Dobbert

Alfred Dobbert (* 2. Januar 1897 in Barmen; † 19. November 1975 in Wuppertal) war ein sozialdemokratischer Politiker.

## Leben und Werk
Dobbert absolvierte nach der Volksschule eine Lehre als Riemendreher. Ab 1911 besuchte er die Fortbildungsschule in Benrath. Ein Jahr später trat er der Sozialistischen Arbeiter-Jugend bei und 1913 wurde Dobbert Mitglied der freien Gewerkschaften (Deutscher Textilarbeiterverband). Im Jahr 1915 trat er der SPD bei. Während des Ersten Weltkrieges war er Soldat. Nach dem Krieg trat Dobbert zunächst der USPD bei und war von 1918 bis 1920 Redakteur der USPD-Zeitung Volkstribüne. Später war er wieder Mitglied der SPD. Von 1920 bis 1924 war er Gewerkschaftssekretär in Großenhain. Dort war er auch Stadtverordneter, dieselbe Position hatte er ab 1924 dann in Meißen.
In den Jahren 1926 bis 1930 war er Abgeordneter des Sächsischen Landtages und von 1930 bis 1933 Reichstagsabgeordneter. In den Jahren 1924 bis zu seiner Entlassung durch die Nationalsozialisten war er Redakteur der sozialdemokratischen Volkszeitung in Meißen. 
Alfred Dobbert stimmte als Reichstagsabgeordneter der SPD gegen das Ermächtigungsgesetz vom 24. März 1933.
Bis Mai 1933 war Dobbert einige Zeit in Wohnungsschutzhaft. Danach war er abwechselnd als Autor, Seifenhändler und Versicherungsvertreter tätig. Im Jahr 1934 wurde er nach einer Haussuchung erneut verhaftet. Nach seiner Entlassung wurde Dobbert Bezirksleiter der Alten Leipziger Versicherung. Während des Zweiten Weltkrieges leistete er erneut Wehrdienst.
Nach dem Krieg war Dobbert ab 1946 Stadtverordneter in Wuppertal und Vorsitzender des SPD-Bezirks Niederrhein. Von 1950 bis 1952 saß er auch im Bundesvorstand der Partei. Ab 1952 war er Mitglied im Parteirat. Im Jahr 1961 wurde er zum Bürgermeister von Wuppertal gewählt. Beruflich arbeitete er von 1946 bis 1951 als Chefredakteur der sozialdemokratischen Zeitung Rhein-Echo in Düsseldorf. Im Jahr 1952 wechselte er wieder ins Versicherungsfach und wurde 1954 Direktor der Provinzialversicherungsanstalten der Rheinprovinz.
Dobbert war von 1946 zunächst Mitglied des ernannten Landtages von Nordrhein-Westfalen und dann bis 1966 Mitglied der gewählten Landtage. Dabei war er von 1947 bis 1966 stellvertretender Vorsitzender seiner Fraktion. Außerdem war er von 1948 bis 1966 Vizepräsident des Parlaments und daneben stellvertretender Vorsitzender verschiedener Ausschüsse. Der Landtag wählte ihn 1949 zum Mitglied der ersten Bundesversammlung, die Theodor Heuss zum Bundespräsidenten wählte. Von 1948 bis 1949 war er stellvertretendes Mitglied des Zonenbeirates der Britischen Zone.
1967 wurde ihm der Ehrenring der Stadt Wuppertal verliehen.
Dobberts Enkel, Markus Dröge, war vom 14. November 2009 bis zum 16. November 2019 Bischof der Evangelischen Kirche Berlin-Brandenburg-schlesische Oberlausitz mit Sitz in Berlin.